# Rosamond Lehmann

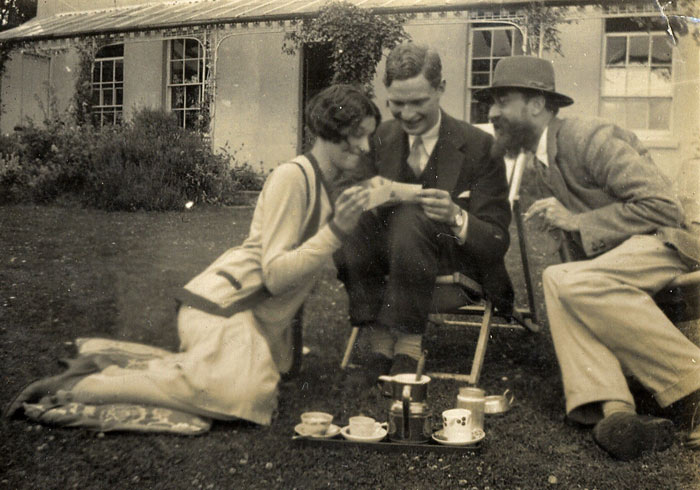
Rosamond mit Bruder John Lehmann (Mitte) und Lytton Strachey, 1920er Jahre

Rosamond Nina Lehmann (geboren am 3. Februar 1901 in Bourne End, Buckinghamshire, gestorben am 12. März 1990 in London) war eine britische Schriftstellerin.

## Privatleben
Rosamond Lehmann war das zweite Kind von Rudolf Chambers Lehmann und dessen Frau Alice Marie Davis. Ihre jüdisch geprägte Familie hatte Wurzeln unter anderem in Deutschland, Schottland und Amerika. Ihr Vater war Journalist (Punch, The Daily News, Granta) und von 1906 bis 1910 Mitglied des britischen Unterhauses; ihr Urgroßvater Leo Lehmann und ihre Großonkel Rudolf Lehmann und Henri Lehmann waren bekannte Maler; ihr Großvater war der Verleger Robert Chambers. Ihre ältere Schwester war Helen Chambers Lehmann (1899–1985), die jüngeren Geschwister waren die spätere Schauspielerin Beatrix und der spätere Dichter und Verleger John.
Ihre Eltern sollen nach ihrer Aussage die anderen Geschwister bevorzugt haben, weshalb sich Rosamond verlassen fühlte und sich schriftstellerisch betätigte und insbesondere früh dichtete. Sie wurde daheim erzogen und studierte dann in Cambridge am Girton College (damals noch nicht Bestandteil der Universität). Sie beendete das College mit einem Abschluss in Englisch (1921) und modernen/mittelalterlichen Sprachen (1921) und veröffentlichte in der Zeitschrift ihres Vaters Artikel. In ihrer Zeit in Cambridge lernte sie auch Leslie Runciman kennen, den sie am 20. Dezember 1923 heiratete. Sie zogen nach Newcastle upon Tyne, doch nach einer durch ihn erzwungenen Zwangsabtreibung trennte sie sich 1927 von ihm. 1928 heiratete sie nach ihrer Scheidung Wogan Philipps, mit dem sie in Ipsden, Oxfordshire wohnte. In dieser Ehe war sie glücklicher als in der vorigen; das Paar hatte zudem den Sohn Hugo (1929) und die Tochter Sarah (1934). Schließlich zerfiel auch diese Ehe 1939/40, da ihr Ehemann im Spanischen Bürgerkrieg kämpfte. Rosamond unterhielt eine Affäre mit Goronwy Rees sowie ab 1941 eine öffentlich wahrgenommene Affäre mit Cecil Day-Lewis. Mit ihm lebte sie neun Jahre zusammen und ließ sich zwischenzeitlich von Wogan Philips scheiden (1944). Als auch Day-Lewis 1950 geschieden wurde, verheiratete er sich aber 1953 mit Jill Balcon.
Ihr Privatleben wurde 1958 durch den Tod der 24-jährigen Tochter Sarah (Sally) schwer erschüttert, die an Kinderlähmung starb, welche sie sich in Jakarta zugezogen hatte. Rosamond Lehmann verlor alles Interesse am Schreiben und widmete sich einer selbst entwickelten Form von Spiritualität, welche sich auf ihre verlorene Tochter fixierte. Als sie schließlich wieder zu schreiben begann, beeinflusste dieser Glaube auch ihre letzten Werke, in denen sie ihre Kontakte mit der jenseitigen Sally dokumentierte.

## Werk
Rosamond Lehmanns Werk war großteils autobiographisch geprägt. Sie beschrieb und entwickelte ihre Charaktere aus deren Gefühlswelt heraus und gilt damit als Vertreterin für den englischen psychologischen Roman. Ihr Werk blieb lange unübersetzt; ihr erster Erfolg mit Dusty Answer wurde zunächst als ihr Hauptwerk angesehen. Da sie Frauen als sexuelle Wesen beschrieb, wurde der Roman kontrovers diskutiert. Ihr zweites Werk enthält eine homosexuelle Komponente, die zur grundsätzlichen Ablehnung in den Kritiken führte. Erst die Romane Invitation to the Waltz und The Weather in the Streets führten dazu, dass man sie als Bestsellerautorin ansah. In den 1980ern war ihr Ruhm lange verblasst, konnte aber durch eine Neuauflage der frühen Romane neu geweckt werden.
- Dusty Answer (1927, Mädchen auf der Suche/Dunkle Antwort 1927)
- A Note in Music (1930)
- Invitation to the Waltz (1932, Aufforderung zum Walzer 1937)
- The Weather in the Streets (1936, Wie Wind in den Straßen)
- No More Music (1939)
- The Ballad and the Source (1944)
- The Gipsy's Baby & Other Stories (1946)
- The Echoing Grove (1953, Der begrabene Tag)
- The Swan in the Evening: Fragments of an Inner Life (1967, Der Schwan am Abend)
- A Sea-Grape Tree (1976)
- Moments of Truth (1986)

## Ehrungen
- Commander of the British Empire 1982.
- Präsidentin des britischen Zweigs der P.E.N.